# Капуні – Тава/Гастінгс
Капуні – Тава/Гастінгс – елемент газотранспортної системи Нової Зеландії, також відомий як South System.
В 1970-му стартували регулярні поставки блакитного палива з газопереробного заводу Капуні. Вони відбувались по двох напрямках – на північ по трубопроводу Капуні – Папакура та на південний схід. В останньому випадку використовували споруджений в 1968 – 1969 роках газопровід Капуні – Вайтангіруа, що мав довжину 251 кілометр, діаметр 200 мм та прямував в район столиці країни міста Веллінгтон. У Вайтангіруа траса розгалужувалась на дві короткі ділянки в тому ж діаметрі 200 мм – довжиною 3 кілометра до Бельмонта та 8 кілометрів до Тава.
З повномасштабним запуском найбільшого в історії Нової Зеландії газового родовища Мауї (видобу ток почався наприкінці 1970-х) реверсували трубопровід Франклей-Роад – Капуні, який став подавати додатковий ресурс до створеного в Капуні газового хабу.
В 1980 – 1982 роках у South System проклали бічне відгалуження, що прямує від Хіматангі до Гастінгзу. На перших 30 км траси воно виконане в діаметрі 150 мм, після чого прокладена ділянка завдовжки 151 кілометр в діаметрі 200 мм.
Крім того, з 1981 по 1986 роки уздовж траси від Капуні на Веллінгтон пспорудили лупінги діаметром 300 мм – між Хаверою та Вайтотара довжиною 51 кілометр, від Кайтоке до Мосстону завдовжки 37 кілометрів та між Те-Хоро і Бельмонтом довжиною 55 кілометрів.
Система розрахована на робочий тиск у 8,6 МПа.